# Colletes cyprius
Colletes cyprius är en biart som beskrevs av Noskiewicz 1936. Colletes cyprius ingår i släktet sidenbin, och familjen korttungebin. Inga underarter finns listade i Catalogue of Life.